# Mike Baillie
Mike Baillie, né en 1944  à Belfast et mort le 13 novembre 2023, est un professeur émérite de paléoécologie à l'université Queen's de Belfast, en Irlande du Nord. Il est un expert en dendrochronologie[réf. nécessaire].

## Biographie
Durant les années 1980, il a fait partie d'un projet visant à remonter chronologiquement année après année jusqu'à 7 400 ans dans le passé[réf. nécessaire]. 

## Publications
- Tree-Ring Dating and Archaeology (London: Croom-Helm, 1982).
- A Slice Through Time: dendrochronology and precision dating (London: Routledge, 1995).  (ISBN 0-7134-7654-0)
- (en) Mike G L Baillie, Exodus to Arthur : Catastrophic Encounters with Comets, Londres, B.T. Batsford, 1999, 272 p. (ISBN 978-0-7134-8681-0, OCLC 41312154)
- The Celtic Gods: Comets in Irish Mythology (Tempus, 2005), co-authored with Patrick McCafferty
- New Light on the Black Death: The Cosmic Connection (Tempus, 2006)